# فيكتور شليغل
فيكتور شليغل (بالألمانية: Victor Schlegel)‏ هو مدرس ورياضياتي ألماني، ولد في 4 مارس 1843 في فرانكفورت في ألمانيا، وتوفي في 22 نوفمبر 1905 في هاغن في ألمانيا.